# Arany(III)-oxid
Az arany(III)-oxid az arany legstabilabb oxidja. Képlete Au2O3. Barna színű, vízben oldhatatlan por.

## Kémiai tulajdonságai
Vízben oldhatatlan, de tömény sósavban feloldódik, ekkor arany(III)-kloriddá alakul.
{\displaystyle \mathrm {Au_{2}O_{3}+6\ HCl\rightarrow 2\ AuCl_{3}+3\ H_{2}O} }
Tömény lúgok is oldják, ekkor aurátok képződnek.
{\displaystyle \mathrm {Au_{2}O_{3}+6\ KOH\rightarrow 2\ K_{3}AuO_{3}+3\ H_{2}O} }
Ha hevítik, 150 °C körül elemeire (aranyra és oxigénre) bomlik.

## Előállítása
Arany(III)-oxid előállításához először arany(III)-klorid oldathoz nátrium-karbonátot adnak. Ekkor  arany(III)-hidroxid (Au(OH)3) csapadék válik le. Az arany(III)-hidroxid egy sárgásbarna színű vegyület, ha enyhén hevítik, arany(III)-oxiddá alakul. Arany(III)-oxid válik ki akkor is, ha az arany(III)-kloridot forró kálilúgban oldják, majd kénsavat adnak hozzá.

## Felhasználása
Az arany(III)-oxid porcelán aranyozására használható, ugyanis a porcelán kiégetésekor elbomlik és arany marad vissza. Felhasználják még aranyozó folyadékok készítésére is.